# Türkiye 1. Basketbol Ligi 1966-1967
La Türkiye 1. Basketbol Ligi 1966-1967 è stata la 1ª edizione del massimo campionato turco di pallacanestro maschile. La vittoria finale è stata ad appannaggio dell'Altınordu.

## Risultati

### Stagione regolare
|     | Squadra      | G  | V  | N | P  | Pt. |
| --- | ------------ | -- | -- | - | -- | --- |
| 1.  | Altınordu    | 22 | 20 | 1 | 1  | 63  |
| 2.  | Galatasaray  | 22 | 19 | 1 | 2  | 61  |
| 3.  | İTÜ          | 22 | 17 | 0 | 5  | 56  |
| 4.  | Muhafızgücü  | 22 | 15 | 2 | 5  | 54  |
| 5.  | Fenerbahçe   | 22 | 15 | 0 | 7  | 52  |
| 6.  | Kolej        | 22 | 12 | 0 | 12 | 46  |
| 7.  | PTT İstanbul | 22 | 7  | 1 | 14 | 37  |
| 8.  | Ankara DSİ   | 22 | 7  | 1 | 14 | 37  |
| 9.  | Kurtuluş     | 22 | 6  | 0 | 16 | 34  |
| 10. | Kadıköyspor  | 22 | 5  | 1 | 16 | 32  |
| 11. | Şekerspor    | 22 | 3  | 0 | 19 | 28  |
| 12. | Karşıyaka    | 22 | 2  | 1 | 19 | 27  |

| Türkiye 1. Basketbol Ligi 1966-1967 |
| ----------------------------------- |
| Altınordu 1º titolo                 |

## Formazione vincitrice
| N° | Naz.               | Ruolo | Sportivo          |  | Alt. |  |
| -- | ------------------ | ----- | ----------------- |  | ---- |  |
|    | Turchia (bandiera) |       | Hüseyin Alp       |  |      |  |
|    | Turchia (bandiera) |       | Mahir Aras        |  |      |  |
|    | Turchia (bandiera) |       | Cengiz Atilla     |  |      |  |
|    | Turchia (bandiera) |       | Erdoğan Çengelli  |  |      |  |
|    | Turchia (bandiera) |       | Halil Dağlı       |  |      |  |
|    | Turchia (bandiera) |       | Akın Gönülşen     |  |      |  |
|    | Turchia (bandiera) |       | Ercan Hephoşcan   |  |      |  |
|    | Turchia (bandiera) |       | Engin Özsu        |  |      |  |
|    | Turchia (bandiera) |       | Haluk Tunçeri     |  |      |  |
|    | Turchia (bandiera) |       | Sabri Turmak      |  |      |  |
|    | Turchia (bandiera) |       | Yılmaz Vardaroğlu |  |      |  |
|    | Turchia (bandiera) |       | Türkay Yener      |  |      |  |
|    | Turchia (bandiera) | All.  | Samim Göreç       |  |      |  |